# Lauri Lyly
Lauri Matias Lyly, född 20 februari 1953 i Seinäjoki, är en finländsk politiker (Socialdemokraterna). Han är ledamot av Finlands riksdag sedan 2023.
Lyly blev invald i riksdagsvalet 2023 med 4 533 röster från Birkalands valkrets.

## Utmärkelser
- Kommendörstecknet av Finlands Lejons orden,  6 december 2014[3]
- Krigsinvalidernas förtjänstkors,  2023[4]
- Polisens förtjänstkors[5]

[Redigera Wikidata]